# Anyphaenoides sialha
Anyphaenoides sialha är en spindelart som beskrevs av Antonio D. Brescovit 1992. Anyphaenoides sialha ingår i släktet Anyphaenoides och familjen spökspindlar.
Artens utbredningsområde är Peru. Inga underarter finns listade i Catalogue of Life.